# Cimmerius reticulatus
Cimmerius reticulatus is een zeekommasoort uit de familie van de Ceratocumatidae. De wetenschappelijke naam van de soort is voor het eerst geldig gepubliceerd in 1973 door Jones.